# Lijst van presidenten van Joegoslavië
Lijst van presidenten van Joegoslavië van 1945 tot de opheffing van de confederatie tussen Servië en Montenegro in 2006

## Presidenten van Joegoslavië (1945-2006)

### Presidenten van Joegoslavië (1945-1980)
| President | President                   | Ambtstermijn     | Ambtstermijn    |
| --------- | --------------------------- | ---------------- | --------------- |
|           | Ivan Ribar (1881-1968)      | 29 november 1945 | 14 januari 1953 |
|           | Josip Broz Tito (1892-1980) | 14 januari 1953  | 4 mei 1980      |

### Voorzitters van het Presidium van deSFRJ(1980-1992)

Presidentiële vlag van Socialistische Federale Republiek Joegoslavië

| Voorzitter | Voorzitter                                           | Ambtstermijn      | Ambtstermijn      |
| ---------- | ---------------------------------------------------- | ----------------- | ----------------- |
|            | Lazar Koliševski (1914-2000) Macedonië               | 4 t/m 15 mei 1980 | 4 t/m 15 mei 1980 |
|            | Cvijetin Mijatović (1913-1993) Bosnië en Herzegovina | 15 mei 1980       | 15 mei 1981       |
|            | Sergej Kraigher (1914-2001) Slovenië                 | 15 mei 1981       | 15 mei 1982       |
|            | Petar Stambolić (1912-2007) Servië                   | 15 mei 1982       | 15 mei 1983       |
|            | Mika Špiljak (1916-2007) Kroatië                     | 15 mei 1983       | 15 mei 1984       |
|            | Veselin Đuranović (1925-1997) Montenegro             | 15 mei 1984       | 15 mei 1985       |
|            | Radovan Vlajković (1924-2001) Vojvodina              | 15 mei 1985       | 15 mei 1986       |
|            | Sinan Hasani (1922-2010) Kosovo                      | 15 mei 1986       | 15 mei 1987       |
|            | Lazar Mojsov (1920-2011) Macedonië                   | 15 mei 1987       | 15 mei 1988       |
|            | Raif Dizdarević (1926) Bosnië en Herzegovina         | 15 mei 1988       | 15 mei 1989       |
|            | Janez Drnovšek (1950-2008) Slovenië                  | 15 mei 1989       | 15 mei 1990       |
|            | Borisav Jović (1928-2021) Servië                     | 15 mei 1990       | 15 mei 1991       |
|            | Sejdo Bajramović (1927-1993) (interim)               | 15 mei 1991       | 30 juni 1991      |
|            | Stjepan Mesić (1934) Kroatië                         | 30 juni 1991      | 3 oktober 1991    |
|            | Branko Kostić (1939-2020) Montenegro                 | 3 oktober 1991    | 27 april 1992     |

### Presidenten van deFederale Republiek Joegoslavië(1992-2003)
| President | President                           | Ambtstermijn       | Ambtstermijn       |
| --------- | ----------------------------------- | ------------------ | ------------------ |
|           | Dobrica Ćosić (1921-2014)           | 15 juni 1992       | 1 juni 1993        |
|           | Miloš Radulović (1929) (ad interim) | 1 t/m 25 juni 1993 | 1 t/m 25 juni 1993 |
|           | Zoran Lilić (1953)                  | 25 juni 1993       | 25 juni 1997       |
|           | Srđa Bozović (1955) (ad interim)    | 25 juni 1997       | 23 juli 1997       |
|           | Slobodan Milošević (1941-2006)      | 23 juli 1997       | 5 oktober 2000     |
|           | Vojislav Koštunica (1944)           | 7 oktober 2000     | 4 februari 2003    |

### President vanServië en Montenegro(2003-2006)

Presidentiële vlag van Servië en Montenegro

| President | President                          | Ambtstermijn | Ambtstermijn |
| --------- | ---------------------------------- | ------------ | ------------ |
|           | Svetozar Marović (1955) Montenegro | 7 maart 2003 | 4 juni 2006  |